# Tổ hợp sản xuất-lãnh thổ
Tổ hợp sản xuất-lãnh thổ là tập hợp các ngành và các xí nghiệp thuộc các bộ và các tổng cục khác nhau có quan hệ chặt chẽ với nhau về công nghệ và kinh tế được phát triển một cách cân đối, tập trung trên một vùng lãnh thổ giới hạn, cùng sử dụng tài nguyên và các cấu trúc hạ tầng thống nhất của lãnh thổ đó. Thành phần ngành của tổ hợp sản xuất-lãnh thổ gồm các ngành chuyên môn hoá, các ngành phục vụ cho ngành chuyên môn hoá, các ngành bổ trợ và ngành nông nghiệp. Thành phần lãnh thổ của tổ hợp sản xuất gồm có hạt nhân và vùng ngoại biên,... Hạt nhân của tổ hợp sản xuất-lãnh thổ là nơi tập trung tài nguyên dân cư, hoạt động kinh tế - xã hội. Vùng ngoại biên có quan hệ chặt chẽ với hạt nhân trong quá trình giải quyết các nhiệm vụ chuyên môn hoá đặt ra cho tổ hợp. Ngoài ra, tổ hợp còn có vùng sản xuất nông nghiệp và vùng dự trữ để xây dựng thêm xí nghiệp mới. Quy mô của tổ hợp sản xuất-lãnh thổ được coi là tối ưu khi nó tạo ra được sự thống nhất kinh tế và thống nhất chỉ đạo quá trình hình thành và phát triển tổ hợp phù hợp với khả năng quản lí trong từng giai đoạn. Tổ hợp sản xuất-lãnh thổ là một trong những nhân tố của phân công lao động theo lãnh thổ, hình thành ra cơ cấu lãnh thổ hợp lí. Đồng thời tổ hợp sản xuất-lãnh thổ là yếu tố quan trọng nhất hình thành nên hệ thống phân bố dân cư theo lãnh thổ. Tổ hợp sản xuất-lãnh thổ là hình thức có hiệu quả để tổ chức lao động xã hội trong một khu vực lãnh thổ nhất định, các cơ sở sản xuất tại khu vực hỗ trợ giúp đỡ lẫn nhau trên cơ sở kết hợp với nhau. Yêu cầu của tổ hợp sản xuất-lãnh thổ là khá cao, đòi hỏi các cơ sở phải liên kết với nhau về công nghiệp lập thành chu trình năng lượng - sản xuất có một ban lãnh đạo thống nhất điều hành tất cả các ngành các cấp khác nhau.